# Jörn Ipsen

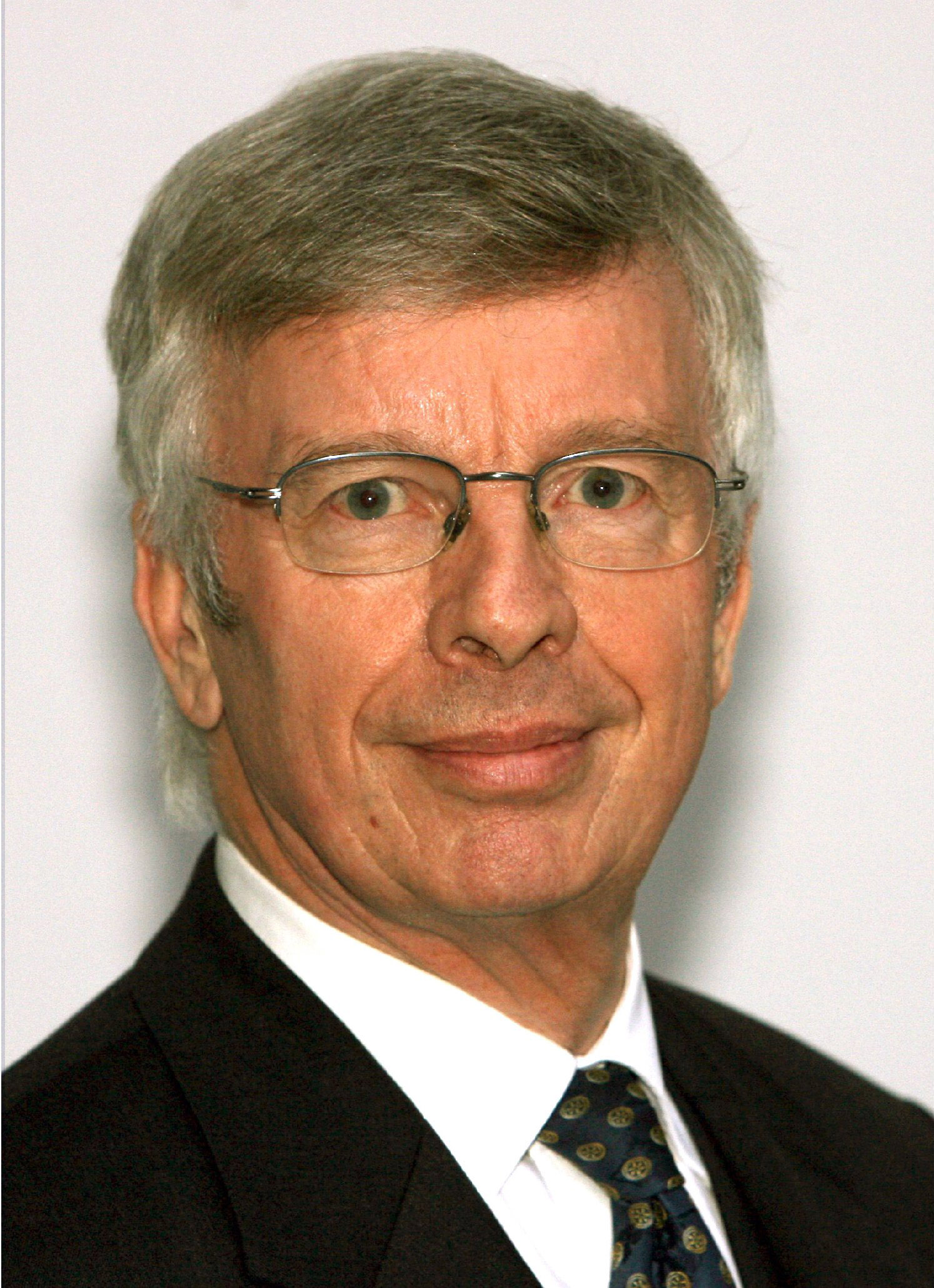
Jörn Ipsen (2006)

Jörn Ipsen (* 17. Juni 1944 in Weihe, Landkreis Harburg) ist ein deutscher Staats- und Verwaltungsrechtler. Er war bis zu seiner Pensionierung 2012 ordentlicher Professor an der Universität Osnabrück (seit 1981) und seit der Gründung 1989 Direktor des Instituts für Kommunalrecht. Er amtierte von 2007 bis 2013 als Präsident des Niedersächsischen Staatsgerichtshofs, dessen Mitglied er seit 2006 war. Von 2017 bis 2018 war er Vorsitzender des Hochschulrates der Medizinischen Hochschule Hannover.

## Leben und Wirken
Ipsen studierte nach dem Abitur (1964) und der Ableistung seines Wehrdienstes Rechtswissenschaften an den Universitäten München und Göttingen (1966–1970) als Stipendiat der Studienstiftung des deutschen Volkes.
Nach dem ersten Staatsexamen 1970 arbeitete er an einer durch die Studienstiftung geförderten Dissertation mit dem Titel „Richterrecht und Verfassung“, mit der er 1974 an der Juristischen Fakultät der Universität Göttingen zum Dr. iur. promoviert wurde. Nach dem Referendariat wurde er Wissenschaftlicher Assistent an der Universität Göttingen. Von 1978 bis 1980 folgte ein Habilitationsstipendium der Deutschen Forschungsgemeinschaft. 1980 wurde er mit der Habilitationsschrift „Rechtsfolgen der Verfassungswidrigkeit von Norm und Einzelakt“ für die Fächer „Öffentliches Recht und Juristische Methodenlehre“ habilitiert.
Nach Lehrstuhlvertretungen in Tübingen und Göttingen nahm Ipsen 1981 einen Ruf auf einen Lehrstuhl für Öffentliches Recht an der Universität Osnabrück an; 2012 wurde er ebendort emeritiert. Sein Lehrstuhlnachfolger ist Bernd J. Hartmann. Von 1990 bis 1992 war er Mitglied der Aufbaukommission der Juristischen Fakultät der Universität Greifswald, von 1991 bis 1992 Mitglied der Evaluationskommission der Universität Jena. Ipsen war in den Jahren 1989 bzw. 1990 sowie von 2003 bis 2005 Dekan des Fachbereichs Rechtswissenschaften der Universität Osnabrück.
In den Jahren 2000 und 2001 war Ipsen stellvertretender Vorsitzender der Vereinigung der Deutschen Staatsrechtslehrer. Am 1. Oktober 2002 wurde er zum stellvertretenden Mitglied des Niedersächsischen Staatsgerichtshofs ernannt, dem er seit Mai 2006 als Mitglied angehörte. Am 7. Dezember 2006 wählte ihn der Niedersächsische Landtag einstimmig zum Präsidenten des Gerichts. Dieses Amt übernahm er am 1. Februar 2007 von Manfred-Carl Schinkel und hatte es bis zum 4. Mai 2013 inne. Sein Nachfolger wurde Herwig van Nieuwland.
Seit dem 1. Oktober 2011 war Ipsen Mitglied des Hochschulrates der Medizinischen Hochschule Hannover. Am 15. März 2017 wurde er zu dessen Vorsitzenden gewählt. Von diesem Amt trat er am 9. März 2018 zurück. Von 2012 bis 2017 war Ipsen Inhaber einer Niedersachsenprofessur, die von der Volkswagen-Stiftung mit dem Zweck gefördert wurde, dass herausragende Forscher, die die Pensionsgrenze erreicht haben, weiterhin an niedersächsischen Universitäten wirken können.
In der Forschung widmet sich Ipsen in erster Linie dem Staats- und Verwaltungsrecht und der Verfassungsgeschichte. Ipsen wohnt in Bramsche im Landkreis Osnabrück und ist mit Dorothea Ipsen verheiratet. Das Ehepaar hat zwei Kinder. Er ist der Bruder des Völkerrechtlers Knut Ipsen.

## Veröffentlichungen (Auswahl)
- Grundherrschaft und Bauernbefreiung. Die rechtliche Lage der ländlichen Bevölkerung im Königreich Hannover. V&R unipress, Universitätsverlag Osnabrück, Göttingen 2021.
- Staatsrecht I – Staatsorganisationsrecht, 33. Aufl. Vahlen, München 2021.
- Staatsrecht II – Grundrechte, 23. Aufl. 2020.
- Der Staat der Mitte. Verfassungsgeschichte der Bundesrepublik Deutschland, 2009.
- Macht versus Recht. Der Hannoversche Verfassungskonflikt 1837–1840, 2017.
- Kommentar zum Parteiengesetz, 2. Aufl. 2018.
- Kommentar zur Niedersächsischen Verfassung, 2011.
- Allgemeines Verwaltungsrecht, 11. Aufl. 2019.
- Kommentar zum Niedersächsischen Kommunalverfassungsgesetz, 2011.
- Niedersächsisches Kommunalrecht, 4. Aufl. 2011.
- Niedersächsisches Polizei- und Ordnungsrecht, 4. Aufl. 2010.